# Enciclopedia Universal Micronet

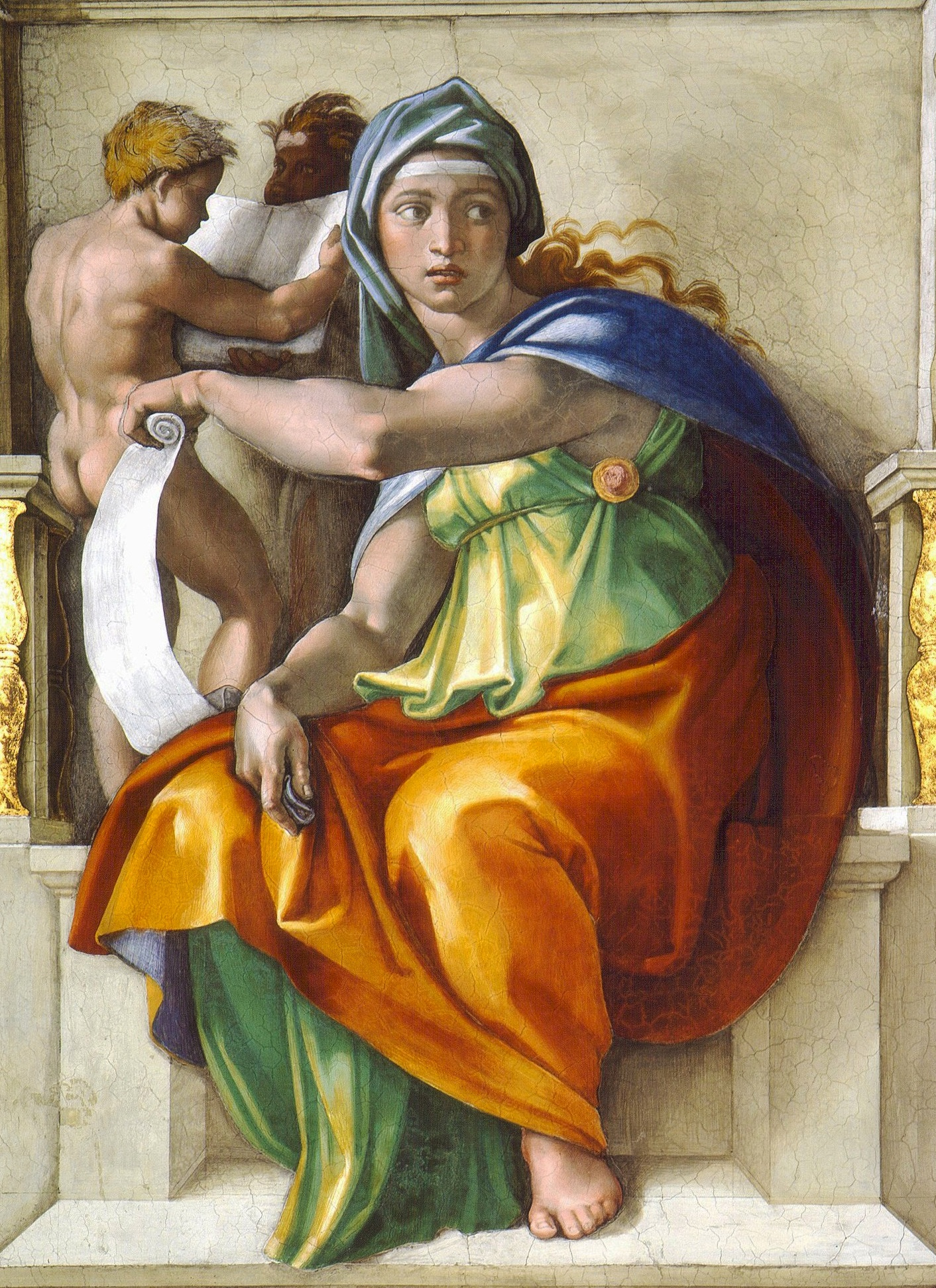
La Sibila Délfica, fresco de Miguel Ángel en la Capilla Sixtina, es la imagen de portada de la Enciclopedia Universal Micronet.

La Enciclopedia Universal Micronet es una enciclopedia en español, de temática universal, en soporte digital (DVD) para sistemas operativos Windows, editada por la compañía española de software Micronet.

## Descripción
Publicada desde 1995, alcanzó la 23.ª edición en agosto de 2012, con más de 185.000 artículos. Valorada por la prensa especializada como una de las mejores enciclopedias multimedia editadas en español, el equipo editorial está compuesto por más de 600 especialistas.
Está organizada en canales temáticos de arte y literatura, ciencias de la vida, ciencia y tecnología, deportes y tiempo libre, humanidades, y sociedad. Incluye diccionario, efemérides, anuario y atlas anatómico.
Contiene 53.000 biografías, 100.000 artículos científicos, técnicos, de arte y humanidades, 15.000 imágenes, 25.000 términos geográficos, 1.700 archivos sonoros y 400 vídeos y animaciones interactivas.